# Мария (съпруга на Константин V)
Вижте пояснителната страница за други личности с името Мария.
Мария († 751 г.) е византийска императрица, втора съпруга на император Константин V.

## Императрица
Мария се омъжва за Константин V около 750 – 751 г. Това е вторият брак на императора. Първата съпруга на Контантин V, Ирина Хазарска, умира вероятно при раждането на сина им – Лъв IV Хазарски.
Според хрониката на патриарх Никифор Мария умира по същото време, в което Лъв IV Хазарски е коронован за съимператор на баща си. Причината за смъртта ѝ е неизвестна.
Мария умира, без да роди деца на Константин V. След смъртта ѝ той се жени за Евдокия, от която има шест деца.